# Ministère des Ressources naturelles et des Forêts
Pour les articles homonymes, voir Ministère des Richesses naturelles.
 (novembre 2022).
Le ministère des Ressources naturelles et des Forêts du Québec est un ministère du gouvernement québécois qui a pour mission d'assurer la gestion et soutenir la mise en valeur des ressources forestières et minérales ainsi que du territoire du énergétiques, dans une perspective de développement durable.
Plusieurs organismes et sociétés d'État relèvent également du ministère tels que la Société de développement de la Baie-James et la Société du Plan Nord.

## Historique[3]
Le ministère a connu plusieurs noms à travers l'histoire. Il est issu de la fusion en 1981 du ministère des Terres et Forêts et de celui des Richesses naturelles, succédant lui-même au ministère des Ressources hydrauliques fondée en 1945 par le gouvernement de Maurice Duplessis. Il porte d'abord le nom de ministère de l'Énergie et des Ressources avant de prendre divers noms jusqu'à aujourd'hui.
Le ministère de l'Énergie et des Ressources est brièvement chargé du développement régional entre le 11 octobre 1989 et le 5 octobre 1990, date à laquelle le Ministère de l'Agriculture, des Pêcheries et de l'Alimentation en récupère la responsabilité,.

### Identité visuelle (logotype)

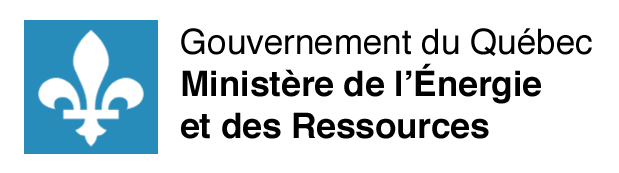
Logo du ministère de décembre 1985 à janvier 1994.
Logo du ministère d'avril 2014 à octobre 2022
Logo actuel du ministère

## Organismes et sociétés d'État rattachés au ministère
- Société de développement de la Baie-James
- Société du Plan Nord
- Pépinière de Berthier

## Liste des ministres
Le ministre actuel est Maïté Blanchette Vézina depuis le 20 octobre 2022,.
Elle a été précédée de :

### Titulaires avant 1979
Ministres des Terres et Forêts
- 1936- 1937 : Oscar Drouin
- 1937- 1938 : Maurice Duplessis
- 1938- 1939 : John Samuel Bourque
- 1939- 1944 : Wilfrid Hamel
- 1944- 1958 : John Samuel Bourque
- 1958- 1960 : Jean-Jacques Bertrand
- 1960- 1962 : Bona Arsenault
- 1962- 1966 : Lucien Cliche
- 1966- 1970 : Claude Gosselin
- 1970- 1975 : Kevin Drummond
- 1975- 1976 : Normand Toupin
- 1976- 1981 : Yves Bérubé

Ministres des Ressources hydrauliques
- 1945- 1958 : John Samuel Bourque
- 1958- 1960 : Daniel Johnson (père)
- 1960- 1961 : René Lévesque

Ministres des Richesses naturelles
- 1961- 1966 : René Lévesque
- 1966 : Gaston Binette
- 1966 - 1967 : Daniel Johnson (père)
- 1967 - 1970 : Paul Allard
- 1970 - 1975 : Jean-Gilles Massé
- 1975 - 1976 : Jean Cournoyer
- 1976 - 1979 : Yves Bérubé

### Titulaires depuis 1979
| Titulaire Intitulé                                                              | Titulaire Intitulé                                                       | Parti                                                             | Début                                                             | Fin                                                               | Cabinet          |
| ------------------------------------------------------------------------------- | ------------------------------------------------------------------------ | ----------------------------------------------------------------- | ----------------------------------------------------------------- | ----------------------------------------------------------------- | ---------------- |
| Dissolution du Ministère des Terres et Forêts (21 septembre 1979)               | Dissolution du Ministère des Terres et Forêts (21 septembre 1979)        | Dissolution du Ministère des Terres et Forêts (21 septembre 1979) | Dissolution du Ministère des Terres et Forêts (21 septembre 1979) | Dissolution du Ministère des Terres et Forêts (21 septembre 1979) | Lévesque         |
|                                                                                 | Yves Bérubé Ministre de l'Énergie et des Ressources                      | Parti québécois                                                   | 21 septembre 1979                                                 | 30 avril 1981                                                     | Lévesque         |
|                                                                                 | Yves Duhaime Ministre de l'Énergie et des Ressources                     | Parti québécois                                                   | 30 avril 1981                                                     | 27 novembre 1984                                                  | Lévesque         |
|                                                                                 | Jean-Guy Rodrigue Ministre de l'Énergie et des Ressources                | Parti québécois                                                   | 27 novembre 1984                                                  | 16 octobre 1985                                                   | Lévesque         |
| 3 octobre 1985                                                                  | Jean-Guy Rodrigue Ministre de l'Énergie et des Ressources                | Parti québécois                                                   | 16 octobre 1985                                                   | P.M. Johnson                                                      |                  |
|                                                                                 | Michel Clair Ministre de l'Énergie et des Ressources                     | Parti québécois                                                   | 16 octobre 1985                                                   | P.M. Johnson                                                      | 12 décembre 1985 |
|                                                                                 | John Ciaccia Ministre de l'Énergie et des Ressources                     | Libéral                                                           | 12 décembre 1985                                                  | 11 octobre 1989                                                   | Bourassa (2)     |
|                                                                                 | Lise Bacon Ministre de l'Énergie et des Ressources                       | Libéral                                                           | 11 octobre 1989                                                   | 11 janvier 1994                                                   | Bourassa (2)     |
|                                                                                 | Christos Sirros Ministre des Ressources naturelles                       | Libéral                                                           | 11 janvier 1994                                                   | 26 septembre 1994                                                 | Johnson (fils)   |
|                                                                                 | François Gendron Ministre des Ressources naturelles                      | Parti québécois                                                   | 26 septembre 1994                                                 | 29 janvier 1996                                                   | Parizeau         |
|                                                                                 | Guy Chevrette Ministre d'État des Ressources naturelles                  | Parti québécois                                                   | 29 janvier 1996                                                   | 15 décembre 1998                                                  | Bouchard         |
|                                                                                 | Jacques Brassard Ministre des Ressources naturelles                      | Parti québécois                                                   | 15 décembre 1998                                                  | 8 mars 2001                                                       | Bouchard         |
| 8 mars 2001                                                                     | Jacques Brassard Ministre des Ressources naturelles                      | Parti québécois                                                   | 30 janvier 2002                                                   | Landry                                                            |                  |
|                                                                                 | Gilles Baril Ministre d'État aux Ressources naturelles et aux Régions    | Parti québécois                                                   | 30 janvier 2002                                                   | Landry                                                            | 13 février 2002  |
|                                                                                 | François Gendron Ministre d'État aux Ressources naturelles               | Parti québécois                                                   | 13 février 2002                                                   | Landry                                                            | 29 avril 2003    |
|                                                                                 | Sam Hamad Ministre des Ressources naturelles, Faune et Parcs             | Libéral                                                           | 29 avril 2003                                                     | 18 février 2005                                                   | Charest          |
|                                                                                 | Pierre Corbeil Ministre des Ressources naturelles et de la Faune         | Libéral                                                           | 18 février 2005                                                   | 18 avril 2007                                                     | Charest          |
|                                                                                 | Claude Béchard Ministre des Ressources naturelles et de la Faune         | Libéral                                                           | 18 avril 2007                                                     | 23 juin 2009                                                      | Charest          |
|                                                                                 | Nathalie Normandeau Ministre des Ressources naturelles et de la Faune    | Libéral                                                           | 23 juin 2009                                                      | 7 septembre 2011                                                  | Charest          |
|                                                                                 | Clément Gignac Ministre des Ressources naturelles et de la Faune         | Libéral                                                           | 7 septembre 2011                                                  | 19 septembre 2012                                                 | Charest          |
|                                                                                 | Martine Ouellet Ministre des Ressources naturelles                       | Parti québécois                                                   | 19 septembre 2012                                                 | 23 avril 2014                                                     | Marois           |
|                                                                                 | Pierre Arcand Ministre de l'Énergie et des Ressources naturelles         | Libéral                                                           | 23 avril 2014                                                     | 11 octobre 2017                                                   | Couillard        |
|                                                                                 | Pierre Moreau Ministre de l'Énergie et des Ressources naturelles         | Libéral                                                           | 11 octobre 2017                                                   | 18 octobre 2018                                                   | Couillard        |
|                                                                                 | Jonatan Julien Ministre de l'Énergie et des Ressources naturelles        | Coalition avenir                                                  | 18 octobre 2018                                                   | 20 octobre 2022                                                   | Legault          |
| Dissolution du Ministère des Forêts, de la Faune et des Parcs (20 octobre 2022) |                                                                          |                                                                   |                                                                   |                                                                   | Legault          |
|                                                                                 | Maïté Blanchette Vézina Ministre des Ressources naturelles et des Forêts | Coalition avenir                                                  | 20 octobre 2022                                                   | En fonction                                                       | Legault          |